# Ministère de la Fonction publique, de la Réforme de l'État et de la Modernisation de l'administration
Pour les autres articles nationaux ou selon les autres juridictions, voir ministère du Travail et de la Fonction publique.
Le Ministère de la Fonction publique, de la Réforme de l'État et de la Modernisation de l'Administration  est une entité gouvernementale guinéenne.

## Titulaires depuis 2010
| Nom | Nom                      | Dates du mandat | Dates du mandat | Gouvernement(s)         |
| --- | ------------------------ | --------------- | --------------- | ----------------------- |
| | Fatoumata Tounkara       | 24/12/2010      | 15/01/ 2014     | Saïd Fofana I           |
| | Sékou Kourouma           | 24/01/2014      | 02/03/2017      | Saïd Fofana II et Youla |
| | Billy Nankouma Doumbouya | 02/03/2017      | 19/06/2020      | Youla et Kassory I      |
| | Dr Mamadou Ballo         | 19/06/2020      | 05/09/2021      | Kassory II              |
| Dans l'intervalle entre deux mandats, le ministre sortant assure la gestion des affaires courantes. Titres successifs : - Depuis 2014 : Fonction publique, Réforme de l'État et Modernisation de l'administration |                          |                 |                 |                         |